# تاكسيلي
تيكالي (أو تاكسيلي) إحدى شعب اسكتلندا القديمة، ولم يتم ذكرهم إلا من قبل الجغرافي بطليموس.والذي وصف المكان التقريبي لمدينتهم أو مكانهم الرئيسي الذي أطلق عليه «ديفانا»، كانت أراضيهم على طول الساحل الشمالي والشرقي لاسكتلندا، ومن المعروف أنها شملت بوكان نيس، حيث يشير بطليموس إلى قُنّة الجبل الخارجة منه والداخلة في البحر (ما يعرف بالرعن وهي الصخرة الشاطئية) باسم «رعن تاكسالون».